# Piotr Cieśla
Piotr Józef Cieśla, poljski rokometaš, * 16. januar 1955, Gdańsk.
Leta 1976 je na poletnih olimpijskih igrah v Montrealu v sestavi poljske rokometne reprezentance osvojil bronasto olimpijsko medaljo.